# Festival Internacional de Música Renacentista y Barroca Americana
El Festival Internacional de Música Renacentista y Barroca Americana, conocido también como Festival de Música Barroca, es un evento cultural y musical de Bolivia, que se desarrolla bianualmente en las regiones de la Chiquitania y Moxos. Es organizado por la Asociación Pro Arte y Cultura (APAC) y tiene diferentes sedes distribuidas en las antiguas misiones jesuíticas de Chiquitos y de Moxos, así como en la ciudad de Santa Cruz de la Sierra. El evento musical y cultural se lleva a cabo desde 1996, y el 18 de diciembre del año 2000 el festival fue declarado mediante ley como Patrimonio Nacional de Bolivia. Es considerado como el festival más grande del mundo en su género, así como uno de los acontecimientos musicales más importantes de Bolivia.
Cada versión del festival está acompañado por exposiciones de arte, presentaciones de libros, presentaciones de danzas, ferias de comidas y de artesanías, además de un simposio internacional de musicología.

## Historia
Las misiones jesuíticas de Chiquitos fueron declarados por la Unesco como Patrimonio Cultural de la Humanidad en 1991, específicamente los pueblos de San Javier, Concepción, San Miguel de Velasco, San Rafael de Velasco, Santa Ana de Velasco y San José de Chiquitos.
Durante el proceso de restauración de los templos jesuíticos de las misiones jesuitas de Chiquitos y Moxos, se descubrió una gran riqueza musical: en Chiquitos más de 5000 y en Moxos 4000 hojas de música sacra, escrita entre los siglos XVII y XVIII. Esta fue escrita tanto por músicos europeos como por los indígenas de ambas regiones y fue interpretada cotidianamente en estos pueblos hasta mediados del siglo XIX. Las partituras musicales de Chiquitos se encuentran guardadas en el Archivo Musical de Chiquitos, ubicado en la localidad de Concepción.
El primer festival fue realizado entre del 13 al 23 de abril de 1996, con el patrocinio de la Unesco.